# Sébastien Gegauff

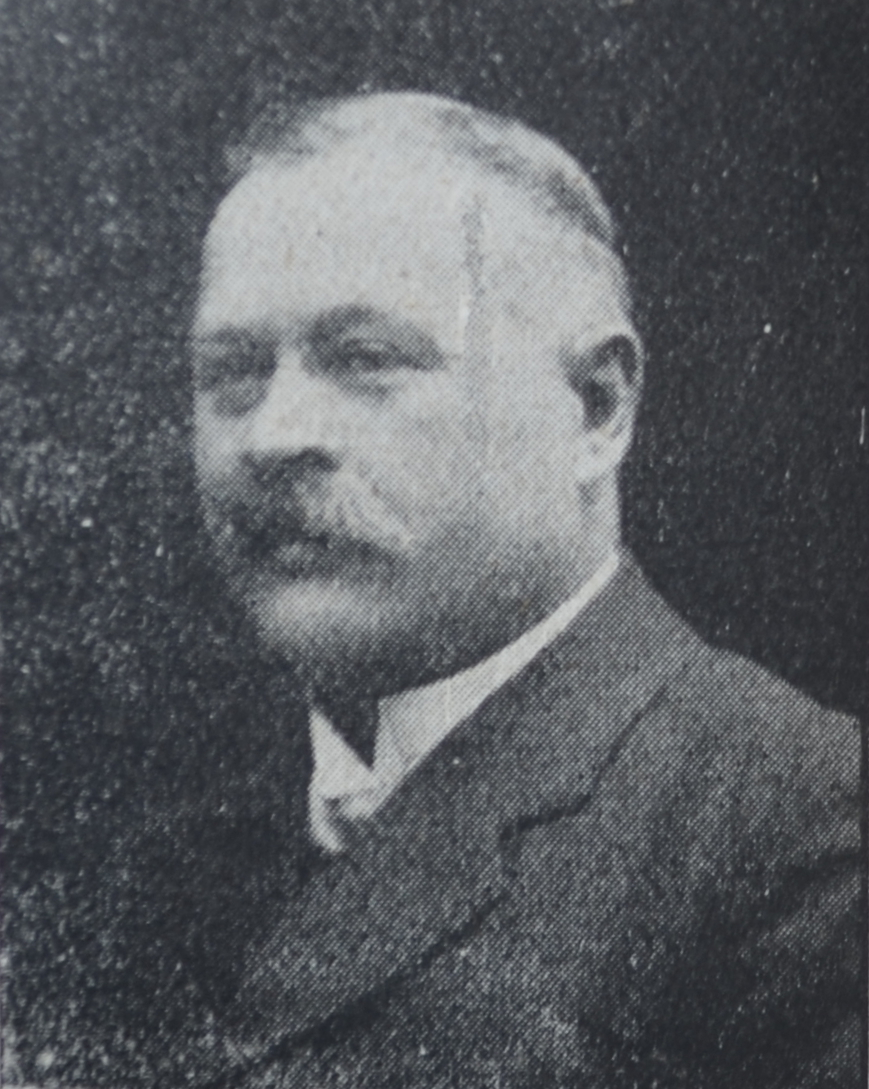
Sebastian Pius Gegauff, 1911

Sebastian Pius Gegauff (fr. Sébastien) (* 9. Februar 1862 in Wittenheim; † 17. Februar 1935 ebenda) war Landwirt und Politiker.
Sebastian Gegauff besuchte die Grundschule und anschließend das Gymnasium in Mülhausen. 1876 wechselte er auf eine französischsprachige Schule im Département Haute-Saône. Nach dem mittleren Abschluss dort wechselte er 1878 auf die landwirtschaftliche Schule in Rufach. Nach dem Abschluss arbeitete er auf dem elterlichen Hof.

## Politik
Sebastian Gegauff war von 1893 bis 1919 Bürgermeister von Wittenheim. Er war Mitglied des Bezirkstages des Oberelsaß.
Er war Vorsitzender des landwirtschaftlichen Kreisvereins Mülhausen und der landwirtschaftlichen Berufsgenossenschaft des Oberelsaß, stellvertretender Verbandsdirektor des Revisionsverbandes landwirtschaftlicher Genossenschaften, Mitglied des Vorstandes der landwirtschaftlichen Landeszentralkasse für Elsaß-Lothringen und des Landwirtschaftsrat von Elsaß-Lothringen.
1911 wurde er vom Landwirtschaftsrat von Elsaß-Lothringen (Oberelsaß) in die erste Kammer des Landtags des Reichslandes Elsaß-Lothringen gewählt. Er gehörte dem Landtag bis 1918 an.
Aufgrund seiner pro-französischen Haltung brachten ihm die deutschen Behörden während des Ersten Weltkriegs Misstrauen entgegen.
Nach der Annexion Elsaß-Lothringens durch Frankreich aufgrund des Versailler Vertrages blieb er politisch aktiv. Am 11. Januar 1920 wurde er im zweiten Wahlgang als Senator für das Département Haut-Rhin gewählt. Am 9. Januar 1927 wurde er erneut in den Senat gewählt, dem er bis zu seinem Tod angehörte.
Zunächst gehörte Sebastian Gegauff, der katholischer Konfession war, politisch der Union populaire républicaine an. 1928 gründete er eine eigene Partei, die A.P.N.A. (action populaire nationale alsacienne).